# Rold Bavnehøj
Rold Bavnehøj är en kulle i Danmark.   Den ligger i Mariagerfjords kommun i Region Nordjylland, i den norra delen av landet, 210 km nordväst om Köpenhamn. Toppen på Rold Bavnehøj är 114 meter över havet.  Närmaste större samhälle är Støvring, 13 km norr om Rold Bavnehøj. Trakten runt Rold Bavnehøj består till största delen av jordbruksmark.